# Colepia chrysochaites
Colepia chrysochaites là một loài ruồi trong họ Asilidae. Colepia chrysochaites được Daniels miêu tả năm 1987. Loài này phân bố ở miền Australasia.